# Herrengasse (metropolitana di Vienna)
Herrengasse è una stazione della linea U3 della metropolitana di Vienna situata nel 1º distretto. La stazione è entrata in servizio il 6 aprile 1991, insieme con la prima tratta della linea U3. La stazione si trova al di sotto di Wallnerstraße e di Minoritenplatz e serve direttamente il distretto governativo, in particolare è in diretta corrispondenza del ministero degli Esteri, della Cancelleria federale e dell'ufficio del presidente della Repubblica.

## Descrizione
La stazione si sviluppa in sotterranea e l'accesso ai treni avviene su gallerie separate a binario unico per ciascuna direzione, con banchine disposte lateralmente. Le uscite sono raggiungibili anche tramite scale mobili e ascensori, rendendo così la stazione completamente accessibile.  L'uscita di Herrengasse porta direttamente alla zona pedonale del centro cittadino.
I lavori di costruzione iniziarono nel novembre 1983 e presentarono molte difficoltà; il terreno infatti era contaminato dal mercurio e il 13 luglio 1987 dieci operai furono ricoverati per intossicazione.
Durante la costruzione della stazione, furono effettuati degli scavi sotto Minoritenplatz e al termine dei lavori fu realizzato un muretto in pietra che riproduce la planimetria dell'antica cappella gotica di San Luigi, costruita tra il 1316 e il 1328 e che era collegata all'ala orientale della chiesa dei Minoriti. L'edificio fu demolito nel 1903, nonostante la pregevole valenza architettonica.

## Ingressi
- Herrengasse
- Minoritenplatz
- Fahnengasse